# 명현중학교
명현중학교(明現中學校)는 대한민국 인천광역시 계양구 효성동에 있는 공립 중학교이다.

## 학교 연혁
- 2002년 1월 7일 : 명현중학교 설립(10학급)
- 2002년 3월 1일 : 초대 한병철 교장 취임
- 2002년 3월 4일 : 신입생 428명 입학
- 2002년 6월 7일 : 예지관 개관
- 2003년 10월 1일 : 명현중학교 도서관 개관
- 2005년 2월 18일 : 제1회 졸업식(437명)
- 2012년 9월 1일 : Wee class 개설
- 2015년 9월 7일 : 진로교육실 M-커리어존 개관
- 2018년 9월 10일 : 명현관 개관(다목적강당, 식당) 개관
- 2023년 9월 1일 : 제10대 김진희 교장 취임
- 2024년 1월 9일 : 제20회 졸업식(146명) 졸업생 누계 6,334명
- 2024년 3월 4일 : 신입생 171명 입학(남 82명, 여 89명)

## 참고 자료
- 명현중학교 - 한국교육학술정보원 학교알리미